# Engelbert
Az Engelbert germán eredetű férfinév, a szóösszetétel első eleme az angil, angel törzsnév, a második részének jelentése fényes, híres.

## Gyakorisága
Az 1990-es években szórványos név, a 2000-es években nem szerepel a 100 leggyakoribb férfinév között.

## Névnapok
- július 10.[2]
- november 7.[2]

## Híres Engelbertek, Engelhardok
- I. Engelbert kölni érsek
- Engelbert Humperdinck német zeneszerző
- Klement Engelbert magyar válogatott labdarúgó